# Уиллер-Николсон, Дана
Дана Уиллер-Николсон (англ. Dana Wheeler-Nicholson; род. 9 октября 1960, Нью-Йорк, Нью-Йорк) — американская актриса, которая появилась в нескольких десятках телевизионных шоу и фильмов. Она наиболее известна благодаря главной женской роли в фильме 1985 года «Флетч».

## Личная жизнь
Уиллер-Николсон родилась в Нью-Йорке, в семье Джоан (в девичестве Вейтмейер) и Дугласа Уиллер-Николсон. Дед Даны был основателем американской компании-производителей комиксов 'DC Comics', первоначально названную 'National Allied Publications'. Дана Уиллер-Николсон замужем за режиссёром Алексом Смитом и проживают в Остине, штат Техас.

## Фильмография
| Год  | Название                                                | Роль                         |
| ---- | ------------------------------------------------------- | ---------------------------- |
| 1984 | Маленькая барабанщица                                   | Катрин                       |
| 1984 | Миссис Соффел                                           | Джесси Бодэйн                |
| 1985 | Флетч                                                   | Гейл Стэнвик                 |
| 1990 | Человек-микросхема                                      | Лори                         |
| 1993 | Моя жизнь в круговерти                                  | Рэйчел                       |
| 1993 | Ночь, в которую мы с тобой так никогда и не встретились | Инга                         |
| 1993 | Тумстоун: Легенда Дикого Запада                         | Мэтти Блэйлок                |
| 1995 | Прощай, любовь                                          | Хайди Шмидт                  |
| 1995 | Фрэнк и Джесси                                          | Энни Рэлстон                 |
| 1995 | Звонок Денизы                                           | Гейл Доннели                 |
| 1996 | Причуды любви                                           | Катрин                       |
| 1997 | Ник и Джейн                                             | Джейн Уитмор                 |
| 1997 | Жизнь в опасности                                       | Линда Вудс                   |
| 1997 | Ямайский ритм                                           | Лори Патерсон                |
| 1998 | Секс в большом городе                                   | Лэйни (1 сезон, 10 серия)    |
| 2000 | Любовник Сэм                                            | эпизод                       |
| 2001 | Что могло быть хуже?                                    | эпизод (в титрах не указана) |
| 2003 | Сражения солдата Келли                                  | Матильда Боуленд             |
| 2006 | Нация фастфуда                                          | Деби Андерсон                |
| 2010 | Dance with the One                                      | Mary                         |
| 2011 | 5 Time Champion                                         | Danielle                     |
| 2011 | Blacktino                                               | Moon                         |
| 2011 | Dadgum, Texas                                           | Bettie Crawley Magee         |
| 2013 | Когда поют ангелы                                       | Мэгги                        |
| 2013 | Winter in the Blood                                     | Malvina                      |
| 2013 | Парклэнд                                                | Лилиан Запрудер              |
| 2015 | 6 лет                                                   | Джоан                        |

## Телевидение
На телевидении, Уиллер-Николсон снялась в недолго просуществовавшем ситкоме Beverly Hills Buntz (NBC, 1987—1988), а в 2001 году присоединилась к дневной мыльной опере ABC «Все мои дети». С 2007 по 2011 год у неё была второстепенная роль в сериале «Огни ночной пятницы», а в 2014 и 2015 годах она появилась в роли злобной матери Скарлетт О’Коннор в сериале «Нэшвилл». В дополнение к этому, Уиллер-Николсон была гостем в «Сайнфелд», «Секретные материалы», «Секс в большом городе», «Полиция Нью-Йорка», «Закон и порядок» и «Юристы Бостона».